# Mistrz Eckhart
Eckhart von Hochheim, lepiej znany jako Mistrz Eckhart (niem. Meister Eckhart) (ur. ok. 1260, zm. ok. 1327/1328 w Kolonii lub Awinionie) – niemiecki mistyk, filozof i teolog, dominikanin. Przedstawiciel mistyki nadreńskiej. Pod koniec życia oskarżony o herezję i sądzony przez trybunał inkwizycji. Oskarżyciele dopatrzyli się w jego wypowiedziach głoszenia tzw. religii serca, w której kontakt człowieka z Bogiem miałby odbywać się przez kontemplację własnej duszy, będącej częścią Boga, przez co religia stawała się zbędna. W świetle badań przeprowadzonych w XX w. powszechnie uważa się, że oskarżenie o poglądy panteistyczne było zbyt pochopnym wnioskiem, wynikającym z wyrywkowej analizy jego wypowiedzi oraz kontekstu historycznego.

## Życiorys
Pochodził z rodziny arystokratycznej z Turyngii, urodził się w Tambach (na południe od miejscowości Gotha) lub w Hochheim (na północny wschód od Gothy). Niewiele wiadomo o latach jego dzieciństwa i młodości; nie wiadomo też, kiedy wstąpił do zakonu dominikanów.

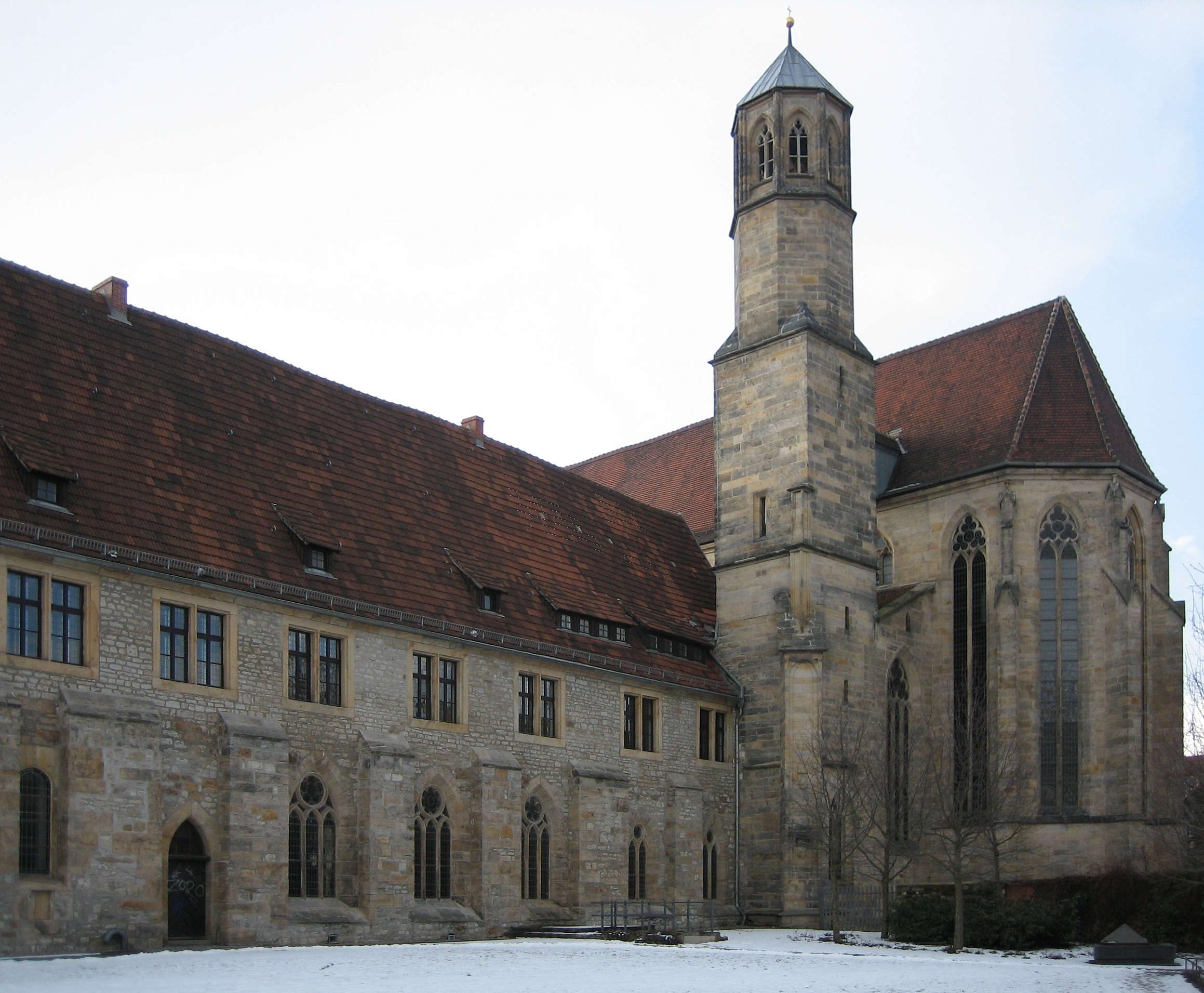
Kościół braci kaznodziejów w Erfurcie. Tu Eckhart wstąpił do Zakonu. Potem był tu przeorem i prowincjałem Turyngii (ok. 1295 -1298), a następnie w latach 1304-1311 przełożonym nowo utworzonej prowincji Saksonii.

### Działalność w zakonie dominikańskim
Wstąpił do dominikanów w Erfurcie w wieku 18 lat. Przyjmuje się, że studiował w studium dominikanów w Kolonii, gdzie mistrzem wówczas, aż do swej śmierci w 1280 roku był Albert Wielki. Mógł studiować także na Uniwersytecie w Paryżu, przed lub po pobycie w Kolonii.
Pierwszym pewnym świadectwem na temat jego życia jest kazanie wygłoszone na Wielkanoc 18 kwietnia 1294 przy klasztorze dominikanów św. Jakuba w Paryżu (tzw. „Sermo paschalis”). Był wtedy „bakałarzem” (wykładowcą) Sentencji Piotra Lombarda. Na stanowisko to został przypuszczalnie mianowany w 1293 roku. Pod koniec 1294 roku Eckhart został wybrany przeorem w Erfurcie i prowincjałem Turyngii. Jego najwcześniejsze dzieło napisane w języku ojczystym, „Rede der underscheidunge” („Porady na temat rozeznawania”) pochodzi z tego czasu (ok. 1295 -1298). Jest to cykl konferencji wygłoszonych do nowicjuszy dominikańskich. W 1302 roku został wysłany do Paryża, by objąć  zewnętrzną dominikańską katedrę teologii. Był tam do 1303 roku. Z tego okresu pozostało niewiele jego dzieł i kazań. Po powrocie do Niemiec Eckhart został wybrany pierwszym prowincjałem dominikańskiej prowincji Saksonii z siedzibą w Erfurcie. Przebywał tam do roku 1311. W latach 1311–1313 przebywał znów w Paryżu, gdzie nauczał. Był to burzliwy okres procesu templariuszy i spalenia na stosie mistyczki Małgorzaty Porete.
Po opuszczeniu Paryża nie wrócił do klasztoru w Erfurcie, lecz wezwany przez generała zakonu, udał się do Strasburga, aby objąć tam funkcję wikariusza generalnego dla sprawowania opieki nad mniszkami dominikańskimi w regionie. Pozostał tam aż do roku 1323-1324.

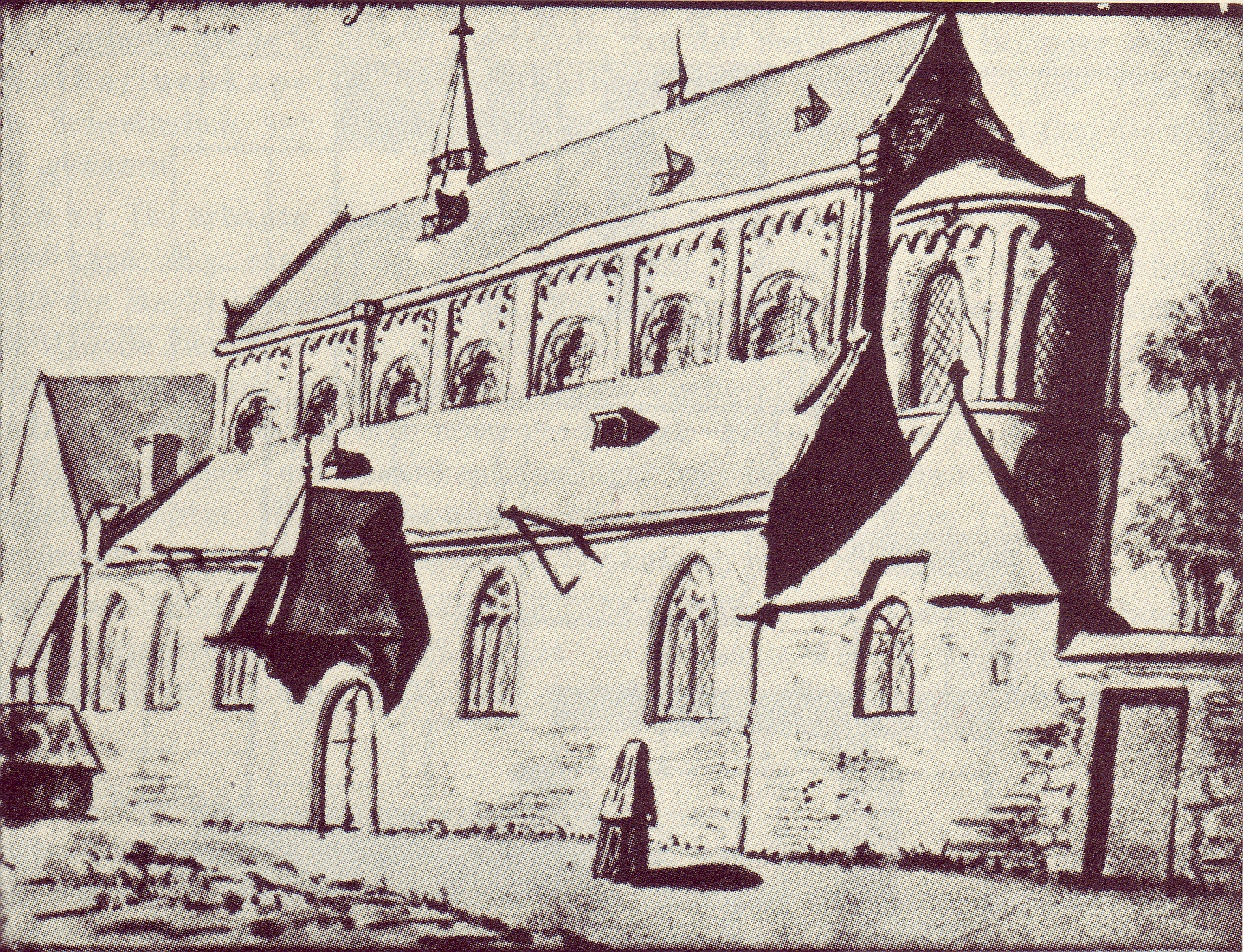
Klasztor sióstr cysterek Mariengarten (Ogród NMP) w Kolonii, w którym Mistrz Eckhart wygłosił niektóre kazania: m.in. kazanie 22, zawierające zebrane wszystkie ważniejsze tematy jego nauczania. Rysunek Johanna Finkenbauma z 1670 r. Obecnie budynek nie istnieje, na miejscu pozostała nazwa ulicy i nowa kaplica Maria ad Ortum.

Uważany za głównego przedstawiciela tzw. mistyki nadreńskiej. Był znakomitym kaznodzieją i wykładowcą w języku łacińskim i niemieckim. Wygłaszał swe kazania, gdy wizytował klasztory braci i mniszek, sprawując urząd dominikańskiego prowincjała Saksonii. A potem, po swoim trzecim pobycie w Paryżu, jako wikariusz generała sprawujący pieczę nad klasztorami dominikanek w południowych Niemczech.
W swych kazaniach, które miały charakter konferencji duchowych skierowanych głównie do mniszek dominikańskich, akcentował konieczność kształtowania w sobie człowieka wewnętrznego, który szuka pełnienia woli Bożej, odwracając się od świata stworzeń. Jego mistyka określana była jako spekulatywna lub istotowa (niem. Wesensmystik). W określeniu spekulatywny chodzi bardziej o pierwotne łacińskie znaczenie tego słowa: oglądać, stąd dzisiejszym odpowiednikiem tego terminu jest słowo kontemplatywny. Człowiek jest powołany do zjednoczenia z Bogiem w głębi swego istnienia. Eckhart akcentował nicość stworzenia oraz działanie łaski, poprzez którą dokonuje się narodzenie Boga w duszy, czyli unio mistica (łac. jedność mistyczna), które jest nieprzekazywalne w kategoriach filozofii scholastycznej.

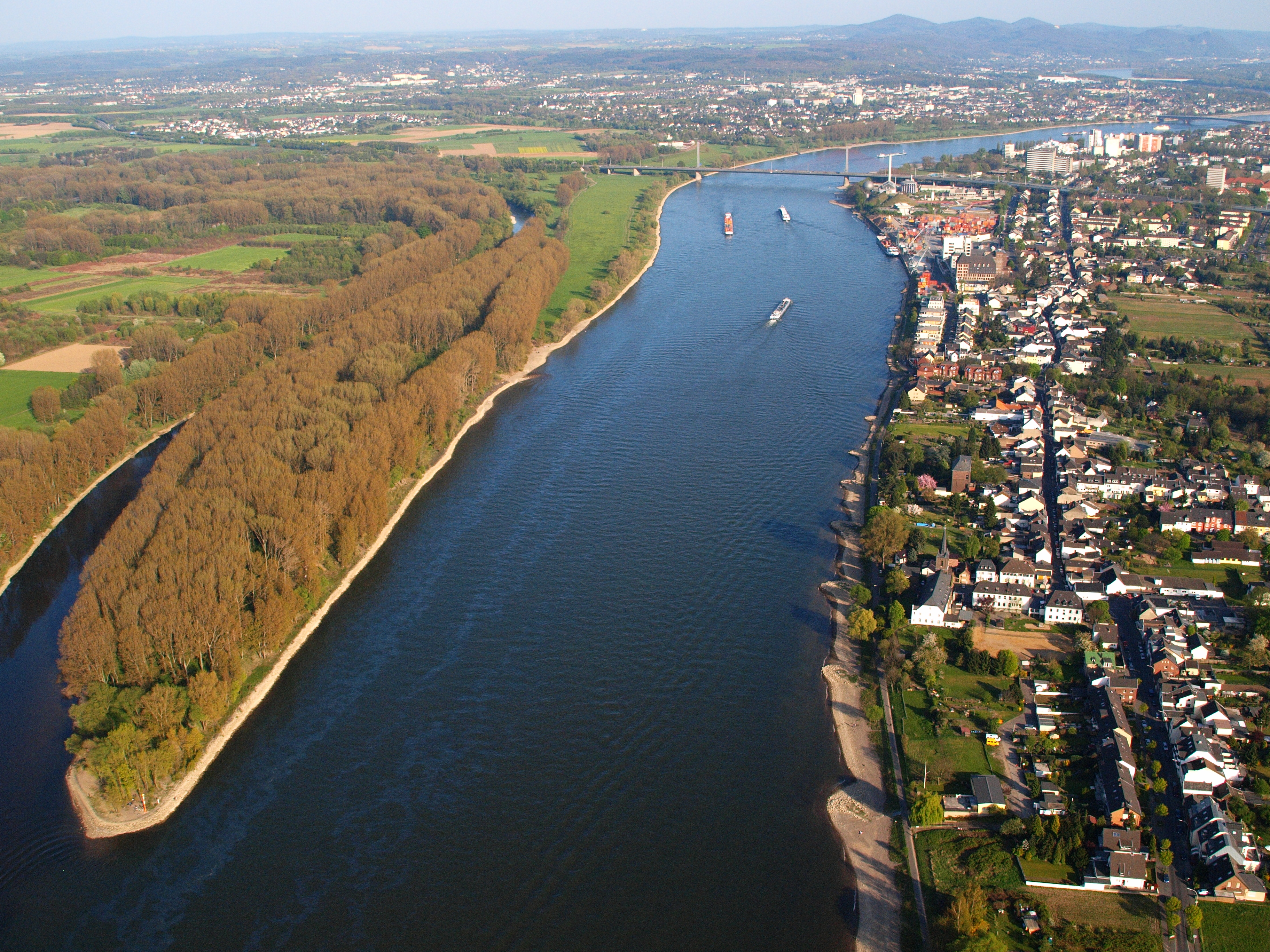
Ren w okolicy Kolonii.

### Oskarżenie o herezję
Pod koniec życia Eckharta, w archidiecezji Kolonii zaczęto kwestionować ortodoksyjność niektórych stwierdzeń z jego kazań. Chodziło przede wszystkim o kazania w języku niemieckim, gdy precyzyjne terminy łacińskie próbował oddawać  – nie zawsze z powodzeniem – w potocznym języku, zrozumiałym dla niewykształconych teologicznie słuchaczy. Czasem odwoływał się do ad hoc przywołanych potocznych obrazów z życia codziennego. Jednym z kazań, które wzbudziły zastrzeżenia, było kazanie 9 wygłoszone w dniu święta św. Dominika na temat Księgi Syracha (Ecclesiasticus) 50,6-7, gdzie Eckhart wyjaśniał swą teologię apofatyczną. W wyniku badań dokonanych w XIX i XX w. dziś istnieje dokładna dokumentacja postępowań procesowych.
Raymond B. Blackney zauważył, że dodatkową motywacją Henryka z Virneburga, ówczesnego arcybiskupa Kolonii, by wszcząć postępowanie przeciw Eckhartowi przed Inkwizycją, było to iż jako franciszkanin był nieprzychylny dominikanom, a jednocześnie był zaniepokojony spontanicznym, „dzikim” rozwojem  mistycznych ruchów w dolinie Renu. Według Malcolma Lamberta, dominikanin stał się ofiarą inkwizycyjnych postaw arcybiskupa.
Siłą rzeczy, pierwszym inkwizytorem, który rozpatrywał sprawę był również dominikanin. Ten, po wysłuchaniu Eckharta, uniewinnił go. Arcybiskup nie dał za wygraną, powiązał Eckharta z ruchami begardów i przekazał sprawę dwom franciszkanom, którym towarzyszyło osiemnastu innych teologów. Po przejrzeniu kazań i traktatów Eckharta sporządzili oni listę heretyckich, w ich przekonaniu, stwierdzeń. Eckhart odpowiedział na nie dziełkiem pod tytułem Obrona (Rechtfertigungsschrift). Wyjaśnienie, które Eckhart dał we wstępie Obrony ukazuje zarówno jego intencje i nastawienie, jak i intencje oskarżycieli. Przyznał, że mógł się w czymś pomylić, ale posądzenie go o herezję jest krokiem uczynionym zdecydowanie za daleko:

Teraz, jeśli chodzi o pierwszy, drugi i trzeci punkt, stwierdzam i przyznaję, że powiedziałem i napisałem je, i myślę, jak jasno wynika z moich wyjaśnień, że wszystkie są prawdziwe, chociaż wiele z nich jest rzadkich, trudnych i subtelnych. Jeśli jednak cokolwiek w wyżej wymienionych lub w innych stwierdzeniach lub pismach jest fałszywe, czego nie widzę, zawsze jestem gotów poddać się lepszemu zrozumieniu. Jak mówi Hieronim do Heliodorusa „Gdyż małe intelekty nie są w stanie znieść wielkich rzeczy, i już w samej próbie, wychodząc poza swe moce, zostają zwyciężone (list 60)”. Bo mogę się mylić, ale nie jestem heretykiem, ponieważ pierwsze dotyczy umysłu, a drugie woli!

W podsumowaniu swej obrony powtórzył myśl wyrażoną na początku:

Ale przede wszystkim w tym błądzą, że uważają za błąd wszystko, czego nie rozumieją; i znów uważają każdy błąd za herezję, nawet jeśli tylko upieranie się w błędzie czyni herezję i heretyka, jak mówią prawa i nauczyciele.

Jak zauważył Walter Senner OP, dojście do bardziej wyważonego sądu wymagałoby rzetelnych analiz – także co do teologicznego tła jego oskarżycieli, sędziów i cenzorów, a także samego ówczesnego papieża Jana XXII. Trzeba by zbadać czy tezy krytyczne wobec myśli Mistrza Eckharta prawdziwie ukazywały jego nauczanie, czy może były to jedynie fragmenty wyjęte z kontekstu, co w konsekwencji pozbawiło je pierwotnego znaczenia. Należało by stwierdzić czy oskarżyciele (prokuratorzy), sędziowie i cenzorzy w Kolonii i Awinionie dobrze rozumieli Mistrza. A także w jakim stopniu jego doktryna zgadzała się z dogmatami wiary katolickiej. Pierwsze wątpliwości mogły się ujawnić na kapitule generalnej dominikanów w Wenecji w 1325 r., która wydała ostrzeżenie, bez nazwania imiennie Eckharta, o braciach w Teutonii, „którzy mówią rzeczy w swoich kazaniach, które mogą łatwo doprowadzić do błędu prostych i niewykształconych ludzi”. Ostatecznie trybunał dopatrzył się 15 rzekomych heretyckich stwierdzeń w Księdze Benedictus (Pocieszeń), 6 zdań w samej Obronie Eckharta, 12 zdań w Pierwszym komentarzu na temat Księgi Rodzaju i w 15 zdaniach przypisywanych mu.
Skazany w Kolonii w 1326 r., Eckhart odwołał się do sądu papieża Jana XXII. Komisja powołana przez papieża w Awinionie zredukowała liczbę tez podejrzanych do dwudziestu ośmiu. Eckhart uznał dwadzieścia sześć z nich za pochodzące z jego dzieł. Ostatecznie papież w bulli In agro dominico z dn. 27 marca 1329 r., siedemnaście z tych tez potępił, a jedenaście uznał za podejrzane. Eckhart zmarł w Awinionie, zanim orzeczenie papieskie zostało ogłoszone.
Pod koniec bulli umieszczono adnotację, że przed swą śmiercią Eckhart złożył wyznanie wiary katolickiej wycofując nie tylko to, co w jego pracy było błędne, czy heretyckie, ale także to, „co u wiernych może spowodować jakieś heretyckie lub błędne rozumienie”. Jak zauważył Walter Senner OP, bulla Jana XXII nie potępiła imiennie Mistrza Eckharta jako heretyka. Papież nie polecił też spalić jego dzieł. Na polecenie kapituły generalnej dominikanów zwołanej w 1980 r., generał zakonu stworzył komisję w celu zbadania możliwości rehabilitacji Eckharta. Komisja uznała, że rehabilitacja nie była konieczna.

## Dzieje recepcji
Przez szereg wieków pisma Eckharta, głównie niemieckie, były przekazywane częściowo anonimowo, częściowo razem z pismami Jana Taulera. Etykieta heretyka sprawiła, że nie funkcjonował on jako autor katolicki. Nawet jego uczeń bł. Henryk Suzo, który nazywał go swoim słodkim mistrzem, broniąc go w swym traktacie Księga Prawdy przed zarzutami begardów nie odważył się wymienić jego nazwiska. Jego pisma po łacinie, oraz większość niemieckich przechowały się u kartuzów, których duchowość w XV i XVI w. była ściśle powiązana z devotio moderna. Tam też odnalazł je ezoteryczny myśliciel Mikołaj z Kuzy.
W XIX w. duchowością Eckharta bardzo żywo interesowało się wielu niemieckich filozofów i filologów okresu romantycznego, jak F.W. Schelling, J. Fichte, oraz Hegel i jego koło.
Zainteresowanie środowisk katolickich zaczęło się od wydania w 1886 r. łacińskich dzieł Eckharta przez dominikańskiego historyka H. Denifle'a. Uczony nie uważał za przesądzoną sprawy oceny zgodności lub niezgodności nauczania średniowiecznego mistrza z wiarą katolicką.
Także po I wojnie światowej w Niemczech panowała moda na czytanie jego pism. Dzięki tej fali popularności doszło w 1934 r. do opracowania krytycznego wydania wszystkich dzieł Eckharta. Jeden z ideologów Hitlera Alfred Rosenberg wykorzystał popularność Eckharta do celów propagandowych. W swej książce Mit XX wieku przedstawił go jako największego apostoła Germanów i protagonistę czysto aryjskiej niemieckiej religii, przeciwstawianej „zażydzonemu chrześcijaństwu”. Żądał, aby dzieła Eckharta były pierwszą książką w każdym niemieckim domu.
Po II wojnie światowej uwaga uczonych skupiona była głównie na analizie założeń metafizycznych nauki Eckharta o zjednoczeniu z Bogiem, aby na nowo ocenić zasadność oskarżeń o neoplatoński panteizm. Przełomowym dziełem była książka Scintilla animae (łac. Iskierka duszy), której autor H. Hof, zwrócił uwagę na kluczowe dla zrozumienia systemu Eckharta pojęcie analogii. Zagadnieniem tym zajmowali się inni uczeni, jak O. Karrer, który podjął próbę oczyszczenia Eckharta z zarzutów bulli Jana XXII, oraz A. von Haas, A. Dempf, B. Welte, J. Zapf, J. Koch i inni. Według B. Welte, jedność Boga i duszy w nauczaniu dominikanina odnosi się nie do bytowania, lecz do aktu. W świetle tych badań stwierdzono, że żadne z twierdzeń Eckharta, brane w całości jego poglądów, by zrozumieć jego własną myśl, nie jest sprzeczna z wiarą chrześcijańską.
Dokument Kongregacji Nauki Wiary z 1989 r. o medytacji chrześcijańskiej Orationis formas zwrócił uwagę, że duchowość Mistrza Eckharta, może być współcześnie źle rozumiana wtedy, gdy porzuca się medytację historii zbawienia, tego wszystkiego co Bóg uczynił i objawił szczególnie w Nowym Przymierzu, włączając w to np. pojęcie Trójjedynego Boga, który jest miłością, i skupia się jedynie na drodze wejścia w „nieokreśloną otchłań Boskości”.

## Pisma

### Niemieckojęzyczne
Pisma niemieckojęzyczne zostały opublikowane pod redakcją Josefa Quinta oraz Georga Steera w wydaniu Meister Eckhart: Die deutschen und lateinischen Werke, Stuttgart i Berlin: W. Kohlhammer, 1936-. Wydanie jest oznaczane skrótem DW.
- „Rede der underscheidunge” (często tłumaczone jako „Reden der Unterweisung” „Porady na temat rozeznawania”; ten tradycyjny tytuł nie jest autentyczny) pochodzi z tego czasu (ok. 1295 -1298). Jest to cykl konferencji wygłoszonych do nowicjuszy dominikańskich[29].
- Kazania – do 2016 r. wydano ogółem 123 kazania. Są one oznaczane cyframi arabskimi (np. kazanie 22)[30].
- Księga Bożego Pocieszenia („Buch der göttlichen Tröstung“) – Eckhart napisał to dzieło dla wdowy Agnieszki Habsburżanki, której ojciec, król Albrecht I, został zamordowany w 1308 r. Razem z dołączonym dziełam Arystokrata funkcjonowało pod nazwą Liber Benedictus.
- Wiersz Granum sinapis („Ziarno gorczycy”), którego autentyczność nie jest pewna, ale wiarygodna. Jest przekazywany wraz z komentarzem łacińskim, który wcześniej był niesłusznie przypisywany samemu Eckhartowi.

### Dzieła łacińskie
Opublikowane pod redakcją J. Kocha w wydaniu Meister Eckhart: Die deutschen und lateinischen Werke, Stuttgart i Berlin: W. Kohlhammer, 1936-. Wydanie jest oznaczane skrótem LW.
- Przedmowy do Opus tripartitum: ogólna przedmowa (Prologus generalis) oraz przedmowy poprzedzające „Dzieło twierdzeń” (Opus propositionum) i „Dzieło objaśnień” (Opus expositionum).
- Dwa komentarze do Księgi Rodzaju. Drugi, zatytułowany „Księga przypowieści Genesis” (Liber parabolarum Genesis) zajmuje się symboliczną interpretacją wydarzeń, opisanych w Księdze Rodzaju.
- Komentarz do Księgi Wyjścia
- Komentarz do Księgi Mądrości (Expositio libri Sapientiae..)
- Objaśnienie Ewangelii według św. Jana
- Dwa kazania i dwa wykłady na temat 24. rozdziału Księgi Syracha (Sermones et lectiones super-ecclesiastici caput 24)
- Fragment komentarza do Pieśni nad pieśniami
- Kwestie paryskie (Quaestiones Parisienses). Dzieło to zawiera rozwiązanie problemów, które się wyłoniły w trakcie nauczania. Eckhart, między innymi, zajął stanowisko w kwestii związku istoty i poznania w Bogu i w stworzeniach, a tym samym dookreślił punkty różniące jego teologię i tomizm.
- Wykład inauguracyjny (principium) na temat Sentencji Piotra Lombarda (Collatio in libros Sententiarum), który odbył się w Paryżu w 1293 r.
- Kazania (sermones). Tylko część z nich jest całkowicie opracowana, ponieważ dostępne są tylko wersje robocze lub zwykłe kolekcje słów kluczowych. Są oznaczane cyframi rzymskimi (np. kazanie XIX)
- Krótkie objaśnienie Modlitwy Pańskiej[31].

### Polskie przekłady
- Kazania (1986), przekład Wiesław Szymona
- Traktaty (1987), przekład Wiesław Szymona
- Kazania i traktaty (1988), przekład Jerzy Prokopiuk
- Dzieła wszystkie, 5 tomów (2013–2014), przekład Wiesław Szymona

## Nauczanie
Według wielu współczesnych autorów, jak np. M.D. Knowlesa, nie ma już więcej wątpliwości co do „radykalnego tradycjonalizmu i ortodoksji” Eckharta. W jego nauczaniu zbiegają się różne nurty, raz można dostrzec tomizm i wykorzystanie scholastycznej terminologii, innym razem poglądy do tomizmu przeciwstawne, bliskie pozycjom neoplatońskim. Étienne Gilson zauważył, że przy lekturze Eckharta staje się przed wyborem tak wielu spójnych interpretacji, czerpiących z tekstów, których prawdziwość nie pozwala na ich zakwestionowanie, a jednak różniących się między sobą do tego stopnia, że czasami są sprzeczne.
Według Bernarda McGinna, biblijne komentarze łacińskie Eckharta, podobnie jak jego kazania, zarówno po łacinie jak i po niemiecku, pokazują centralne miejsce egzegezy Pisma Świętego w jego nauczaniu. W łacińskiej homilii XLIX Eckhart komentował Ewangelię Mateusza 22:20 („Czyj jest ten obraz i napis?”), ukazując swoje rozumienie obrazu Bożego w człowieku. Refleksje na ten temat zawarł w wielu kazaniach niemieckojęzycznych (np. Kazania 16b, 69 i 70). W Kazaniu 53 mistrz z Kolonii ukazał cztery zasadnicze tematy swego nauczania:

Kiedy nauczam, zazwyczaj mówię o oderwaniu, i że człowiek powinien być wolny od siebie i wszystkich rzeczy; po drugie, że człowiek powinien zostać ponownie ukształtowany w to proste dobro, jakim jest Bóg; po trzecie, że powinien rozmyślać nad wielką szlachetnością, jaką Bóg przyozdobił jego duszę, aby w ten sposób mógł ponownie zadziwić się nad Bogiem; po czwarte, o czystości boskiej natury, gdyż jasność boskiej natury wykracza poza słowa. Bóg jest słowem, słowem niewypowiedzianym.

Tematy wymienione przez Mistrza Eckharta są wielowątkowe, stąd dla ich lepszego zrozumienia należy zawsze analizować wiele kazań jednocześnie. Jedno z najdłuższych kazań Eckharta, Kazanie XLV, jest świadectwem, że nauczanie Eckharta, jakkolwiek spekulatywne i mistyczne, nigdy nie pozostawiło moralności. Jest swego rodzaju „rozmową” na temat czterech sposobów uczenia się naśladowania Chrystusa poprzez noszenie własnego krzyża. Są w nim również elementy spekulatywne, jednak główne przesłanie obraca się wokół moralności.

### Miłość
W łacińskich kazaniach Eckhart używał trzech klasycznie używanych dla określenia rzeczywistości miłości słów: amor, caritas i dilectio. Miłość była dla Eckharta kluczowym słowem dla rozumienia relacji w Trójcy: „Ojciec jest imieniem miłości w odniesieniu do zrodzenia Syna” (kazanie XIV). Syn zaś „tchnie miłość, Ducha Świętego”, stąd jest ona szczególnym atrybutem tej trzeciej Osoby (kazanie LIV, 2). Miłość cechuje postawę Stwórcy do stworzenia, jest synonimem miłosierdzia i sprawiedliwości (kazanie XLVII,2). Jako wewnętrzna skłonność człowieka do Boga, który staje się przedmiotem miłości jest ona ścieżką do Boga. Czasem jednak miłość staje się próbą, która może się skończyć zamknięciem się w egoistycznej lub narcystycznej miłości własnej. W kazaniu XIX do wersu Rz 8, 12 „Jesteśmy dłużnikami”, Eckhart określił tę miłość własną jako „przyczynę wszelkiego zła” i „zasadę grzechu”. W miłości własnej ważną rolę zajmuje pragnienie rozkoszy. „Każdy, kto szuka doznań rozkoszy dzięki czemuś lub w czymś, nie kocha, lecz kocha siebie”. Szczęśliwa miłość wzrasta wraz z bezinteresownością. Stąd paradoksalnie „im mniej szuka rozkoszy... tym bardziej miłujący rozkoszuje się w umiłowanym” (kazanie XL). O miłości Eckhart mówił często wychodząc od tekstów biblijnych.

#### „Bóg jest miłością” (1 J 4,8-21)
W kazaniu VI (LW IV,50-74)  Eckhart wyjaśniał, jak można rozumieć słowa z 1 Listu św. Jana „Bóg jest miłością” (1J 4,8). Analizę przeprowadzał przy pomocy metafizyki i Pisma świętego. Ukazał trzy aspekty tego stwierdzenia. Bóg jest miłością:
1. ponieważ ma naturę powszechną (por. List do Rzymian 11,36), w odróżnieniu od stworzeń, których cechą jest cząstkowość, ograniczenie – dlatego nie są miłością. Stają się nią o tyle, o ile jednoczą się z Bogiem.
2. ponieważ jest przedmiotem pragnień i miłości wszystkich.
3. ponieważ kocha całościowo. To znaczy m.in., że kocha całym sobą. „Kocha nas taką samą miłością, jaką kocha i ceni siebie, swego współ-wiecznego Syna i Ducha Świętego”.

Jako wniosek stwierdził:

Po pierwsze, nie dziękuj Bogu za to, że ciebie kocha – On musi tak czynić! Natomiast dziękuję Bogu za to, że jest tak dobry, że musi kochać. Po drugie, zauważ, że sama dusza jest szlachetną substancją, którą Bóg, który posiada i /potencjalnie/ zawiera w sobie wszystko, kocha w taki sposób. Po trzecie. Zauważ, że dusza jest w Bogu a Bóg w duszy, i że Bóg – który nie kocha niczego, co pozostaje poza Nim, jest niepodobne lub różne od Niego – kocha ją w taki sposób. Powtarzam, pamiętajcie, by nie modlić się do Boga, by wylał światło swej łaski na nas czy coś w tym stylu, lecz byśmy modlili się, abyśmy byli godni je przyjąć – ponieważ Bóg daje albo zawsze albo nigdy, albo wszystkim, albo nikomu (kazanie VI,56).

#### Pocałunek miłości (Pnp 1,1)
„Niech mnie ucałuje pocałunkami swych ust!” (PnP 1,1). W nauczaniu o miłości Eckhart zdecydowanie nadawał jej wymiar mistyczny. Inspirował się w tym tak neoplatonizmem Pseudo-Dionizego Areopagity, jak i patrystyczną tradycją komentującą biblijną Pieśń nad Pieśniami. Mistyczna scena pocałunku była tematem już u Orygenesa, a w średniowieczu u św. Bernarda z Clairvaux. Obraz ten wyraża to, co dzieje się pomiędzy wnętrzem Boga i głębią duszy (kazanie LIV, 1), kiedy Bóg przychodzi, by jakby spocząć na ustach duszy (por. kazanie XIV,1; kazanie 10, kazanie 53). Człowiek doznający tego spotkania w miłości jest tak uniesiony, że wychodzi z siebie, dusza doświadcza jakby przepełnienia, swego rodzaju upojenia: „wtedy dusza jest cudownie uniesiona i gubi się sama  – jakby upuszczono kroplę wody w naczynie wypełnione winem – tak bardzo, że nie poznaje siebie i wyobraża sobie, że jest Bogiem” (kazanie 82). Ekstaza, ekstatyczne miłosne pragnienie jest stanem kogoś miłującego, postawionego „poza sobą” i pozostającego „wewnątrz umiłowanego” (kazanie XL, 2).

#### Przykazanie miłości (Mt 22,37-39)
Komentując największe i pierwsze przykazanie Jezusa w Ewangelii Mateusza 22,37-39, Eckhart korygował błędne interpretacje: „Często zwykli ludzie mówią: oznacza to, że musimy kochać [innych chrześcijan] ze względu na to samo dobro, z powodu którego   kochamy siebie” (kazanie 4). Jest to miłość ze względu na coś. Według Eckharta można mówić o miłości jedynie wtedy, gdy to Bóg jest pożądanym dobrem. Gdy zaś człowiek jest przywiązany do jakiegoś innego dobra poza Nim, miłość staje się interesowana i nie zasługuje na tę nazwę.

#### Spotkanie Marii Magdaleny z Chrystusem zmartwychwstałym (J 20, 1-2.11-18)
Spotkanie Jezusa i Marii Magdaleny przy pustym grobie opisane w Ewangelii Jana 20, 1-2.11-18, według Eckharta ukazuje ścisły związek między miłością i nieobecnością: „Maria Magdalena poszła do grobu i szukała Pana naszego Jezusa Chrystusa”. Jej miłość była rozdwojona – między nadzieją znalezienia „czegoś z Boga, co pozostałoby w grobie” i obawą, że nie będzie „absolutnie nic” (kazanie 55). W postaci Marii Magdaleny Eckhart widział to, że moc miłości istnieje tylko dlatego, że doświadcza braku. „Chciała, aby jej dusza była z Nim”. Miłość jest próbą nieobecności. Doświadczenie to rozbudza pragnienie umiłowanego, którego zabrakło. Eckhart interpretował powiązanie miłości i śmierci. Śmierć nie jest stanem przejściowym, nieobecność jest tutaj czymś zasadniczym. Ostatecznie to właśnie śmierć łączy tych, którzy kochają się wzajemnie. Pozwala definitywnie odnaleźć tego, którego już nie ma i wiecznie zjednoczyć się z ukochanym. „Ona chciała, aby przyszli i zabili ją (...) Kiedy umarł, umarła razem z nim. Kiedy go pochowano, pochowano jej duszę wraz z nim”. Piękno osobowości Marii Magdaleny polega w istocie na jej bardzo ludzkim sposobie kochania, miłości, która sytuuje się między siłą a kruchością. Éric Mangin zwrócił uwagę, jak w kazaniu 55 Eckhart ukazał kontrast między naturą jej miłości, a miłością Piotra i Jana.  Piotr jest  tym, „który umiłował Boga”, Jan tym „który był umiłowany przez Boga”, ale związek między uczniami a Panem polegał wciąż na inności i zewnętrzności. Wręcz przeciwnie to, co charakteryzowało postawę Marii Magdaleny, to jej wielka bliskość z Chrystusem: „Ona była z nim... jej serce było z Nim... była tak blisko Niego”. Serce jest miejscem, które określa to, co najbardziej intymne, gdzie głębia człowieka łączy się z głębią Boga: „Gdzie był, było jej serce”. W ten sposób można uznać Marię Magdalenę za typ osoby cechującej się wewnętrzną, intymną miłością, osoby „zanurzonej [...] w otchłani boskiej istoty”. Eckhart ukazał także dwojaką kruchość miłości Marii Magdaleny w jej przywiązaniu do fizyczności. Pierwsza kruchość przejawiła się u niej w tym, że głębia jej miłości nie uchroniła jej od smutku. Druga, bardziej istotna i nieusuwalna, była powodem, dla którego ukochany nieustannie unika tego, kto kocha. Chrystus objawił się Marii Magdalenie, nazywając ją czule po imieniu, ale nie chce się do niej zbytnio zbliżyć: „nie dotykaj mnie” (J 20, 17). W ten sam sposób „objawia się stopniowo” i pozostaje „ukryty”. Chrystus „daje siebie samego” i „ukrywa się”, jakby chciał jej wskazać, że prawdziwej miłości nie można oswoić. Zachęca Marię Magdalenę do wejścia w tę trudną i wymagającą miłość kochania drugiego nie za to czy za tamto, ale z powodu istoty, którą cechuje niedostępność. Aby naprawdę kogoś kochać, trzeba rozpoznać w nim coś, co czyni go wyjątkowym (kazania 55 i 56).

### Wydania dzieł
- Master Eckhart: Parisian Questions and Prologues. Toronto: Pontifical Institute of Mediaeval Studies, 1974. Brak numerów stron w książce
- Meister Eckhart: Defense. W: Meister Eckhart. A Modern Translation. Raymond Bernard Blakney (przekład i wprowadzenia). Wyd. 2. Nowy Jork, Hagerstown, San Francisco, Londyn: Harper & Row, 1970, s. 258-305.
- Meister Eckhart: Die deutschen und lateinischen Werke. Stuttgart i Berlin: W. Kohlhammer, 1936-.. DW – Deutschen Werke; LW – Lateinischen Werke.
- Meister Eckhart.: Die deutschen und lateinischen Werke. T. 5 – Die lateinsichen Werke. Stuttgart: Deutschen Forschungsgemeinschaft, 2006. Tom ten zawiera m.in.:
  - I. Collatio in Libros Sententiarum, wydał i przełożył Josef Koch.
  - II. Magistri Echardi Quaestiones Parisienses una cum quaestione Magistri Consalvi, wydał i przełożył Bernhard Geyer.
  - IV. Tractatus super Oratione Dominica, wydał i przełożył Erich Seeberg.
  - V. Sermo Paschalis a. 1294 Parisius habitus, wydał i przełożył Loris Sturlese.
  - VI. Acta Echardiana Indices, wydał i przełożył Loris Sturlese.

### Opracowania
- Raymond Bernard Blakney: Preface – Introduction. W: Meister Eckhart. A Modern Translation. Raymond Bernard Blakney (przekład i wprowadzenia). Wyd. 2. Nowy Jork, Hagerstown, San Francisco, Londyn: Harper & Row, 1970, s. ix-xxviii.
- Davies, Oliver: Meister Eckhart: Mystical Theologian. Londyn: SPCK, 1991. Brak numerów stron w książce
- Dobie, Robert J.. Science and Mysticism in the Middle Ages: Meister Eckhart's Synthesis. „Eckhart Review”. No. 19 November. 21 (2010). Periodyk wydawany przez The Eckhart Society. (ang.).brak numeru strony
- Éric Mangin: Maître Eckhart ou la profondeur de l'intime. Paryż: Éditions du Seuil, 2012, s. 250.
- Armand A. Maurer CSB: Introduction. Life nad Works. W: Master Eckhart: Parisian Questions and Prologues. Toronto: Pontifical Institute of Mediaeval Studies, 1974, s. 7-41.
- Bernard McGinn: Introduction. W: Meister Eckhart. Teacher and Preacher. Bernard McGinn (red.), Frank Tobin (przekład z łaciny), Elvira Borgstadt (przekład z niem.). Nowy Jork – Mahwah – Toronto: Paulist Press, 1986.
- Bernard McGinn: The Mystical Thought of Meister Eckhart. Nowy Jork: Crossroad Publishing Company, 2001.
- Walter Senner OP, Procesos del Maestro Eckhart, Gabriel Chico OP (przekład hiszpański), „Anamnesis. Revista de Teología, Dominicos, México”, 49, 2015, s. 95-129.???. Tekst ukazał się pierwotnie w: Mystik, Recht und Freiheit, Dietmar Mieth, Britta Müller-Schauenburg (red.), Stuttgart: Kohlhammer Verlag  2013, s. 69-95.
- Szymona, W. OP: Wstęp. W: Mistrz Eckhart: Kazania. Poznań: W drodze, 1986, s. 5-72. ISBN 83-85008-26-8.